# يان هوبسون
يان هوبسون (بالإنجليزية: Ian Hobson)‏ هو موزع بريطاني، ولد في 7 أغسطس 1952.

## وصلات خارجية
- يان هوبسون على موقع ميوزك برينز (الإنجليزية)
- يان هوبسون على موقع ديسكوغز (الإنجليزية)